# Acte authentique en droit québécois
Pour un article plus général, voir Acte authentique.
En droit de la preuve québécois, l'acte authentique est le premier type de preuve littérale que l’on retrouve au Code civil, qui consiste en un acte juridique ayant été reçu, avec les formalités requises par la loi, par un officier public compétent (2813 C.c.Q.). L’acte authentique le plus caractéristique est l’acte notarié, mais d’autres actes publics peuvent aussi être qualifiés d’authentiques, tels que les lois, l’acte administratif, l’acte de l’état civil ou certains registres publics (2814 C.c.Q.).
À l'égard de tous, l’acte qui présente les apparences de la forme authentique fait preuve de sa passation et de son contenu (2813, 2818, 2819 C.c.Q.) sans vérification préalable d’écriture. Il suffit donc de déposer le document au tribunal pour qu’il acquière sa pleine force probante.
La contestation de l’origine de l’acte authentique se fait par tous moyens, car la passation est un fait (2821, al. 2 C.c.Q.). L’inscription de faux sert uniquement à contester les faits que l’officier avait pour mission de constater (2821 C.c.Q.). Par exemple, la contestation d’un acte dressé par un « faux notaire » s’attaque à la passation, alors que la contestation d’un élément essentiel d’un acte que le notaire aurait mal reproduit se fait par l’inscription de faux, car c’est seulement dans ce dernier cas que l’on attaque l’intégrité du notaire.
Finalement, l’opposition aux mentions non couvertes par l’authenticité, telles que les énonciations des parties à l’acte, se fait par tous moyens, sous réserve des restrictions générales quant à la contradiction des actes instrumentaires (c’est-à-dire un acte juridique constaté par écrit servant d’instrument de preuve devant les juridictions) (2863 C.c.Q.).